# Oosterhout
Sint Catharinadal, monastério de monges -fundado em 1271
Pronunciação
Oosterhout é uma cidade e um município da província de Brabante Setentrional nos Países Baixos, historicamente na baronia de Breda. a 30 de abril de 2017 contava com uma população de 54.780 habitantes, com uma superfície de 73,09 km², dos que 1,62 km² correspondem à superfície ocupada pela água, o que supõe uma densidade de 766 h/km².
O lugar menciona-se já no século XIII. O seu castelo, propriedade de um ramo dos condes de Strijen, dos que toma o nome, e depois dos Nassau, começou a se construir  para 1288. Estrategicamente situado no caminho a Breda, perdeu parte dessa importância em 1421 ao inundar-se os caminhos e os condes de Nassau preferiram fixar a sua residência no castelo de Breda. Destruído na Guerra dos Oitenta Anos, as suas ruínas foram em grande parte demolidas na primeira metade do século XVIII, ficando em pé só parte da arruinada torre principal.

## Galeria de imagens

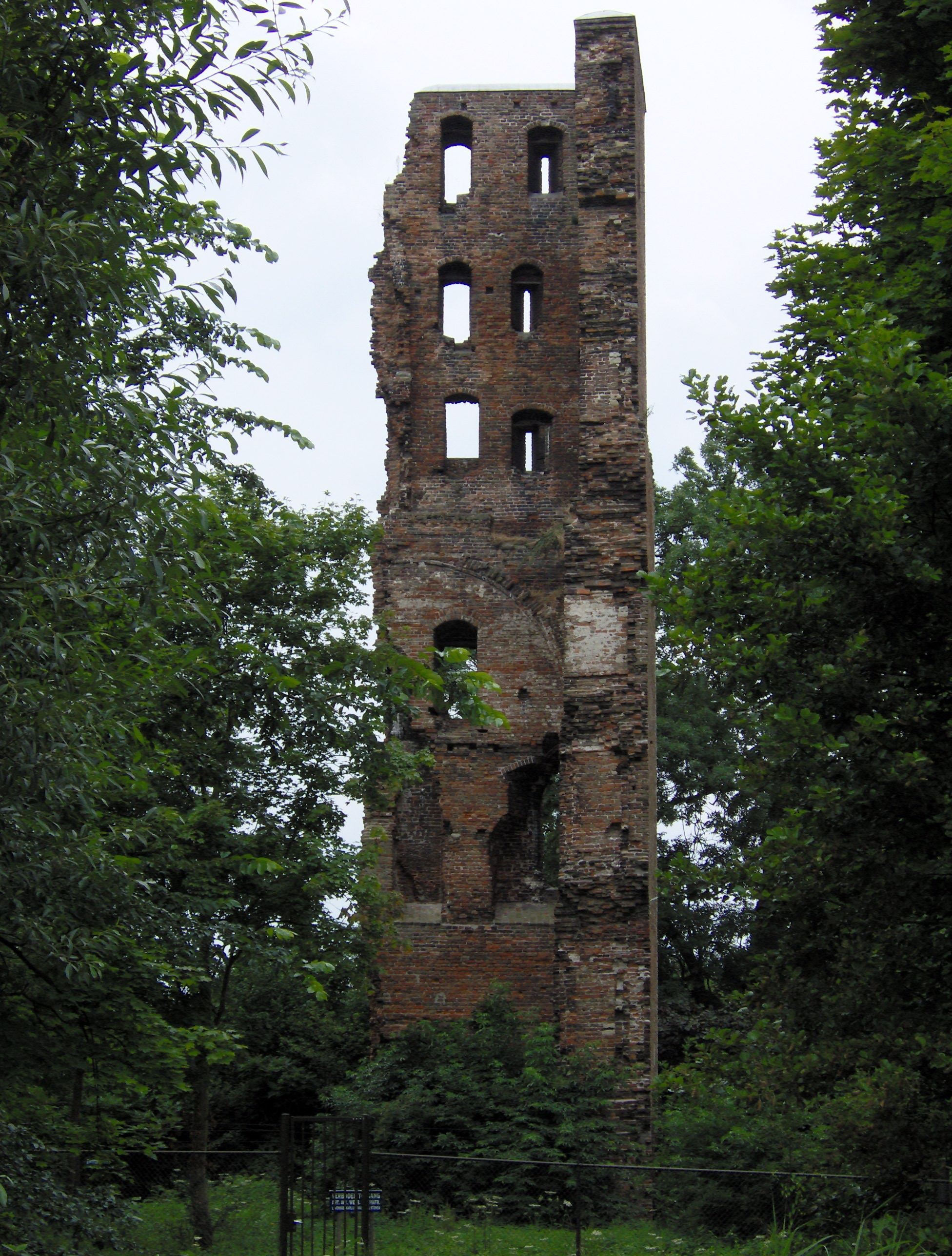
Ruínas do castelo Strijen
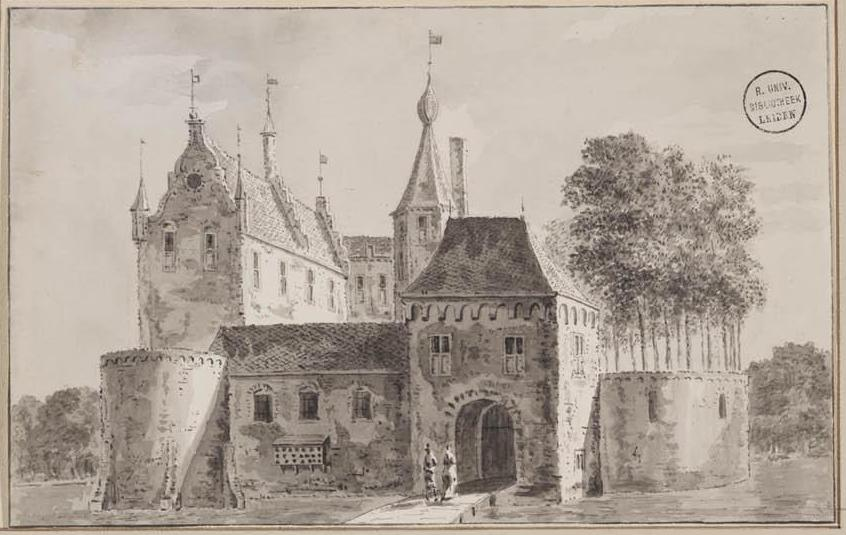
O castelo Strijen segundo uma estampa de para 1730
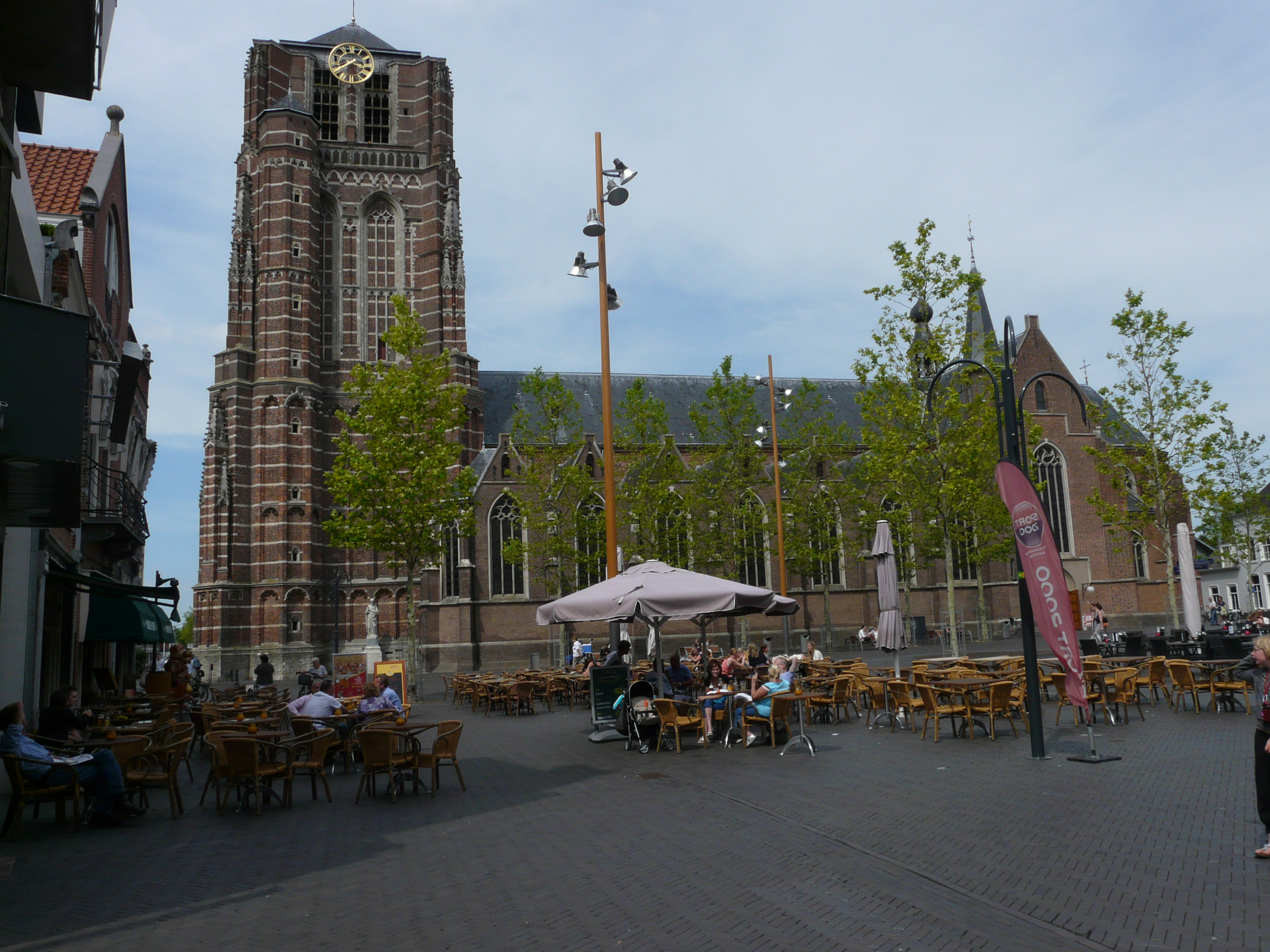
Praça do mercado e basílica de San Juan
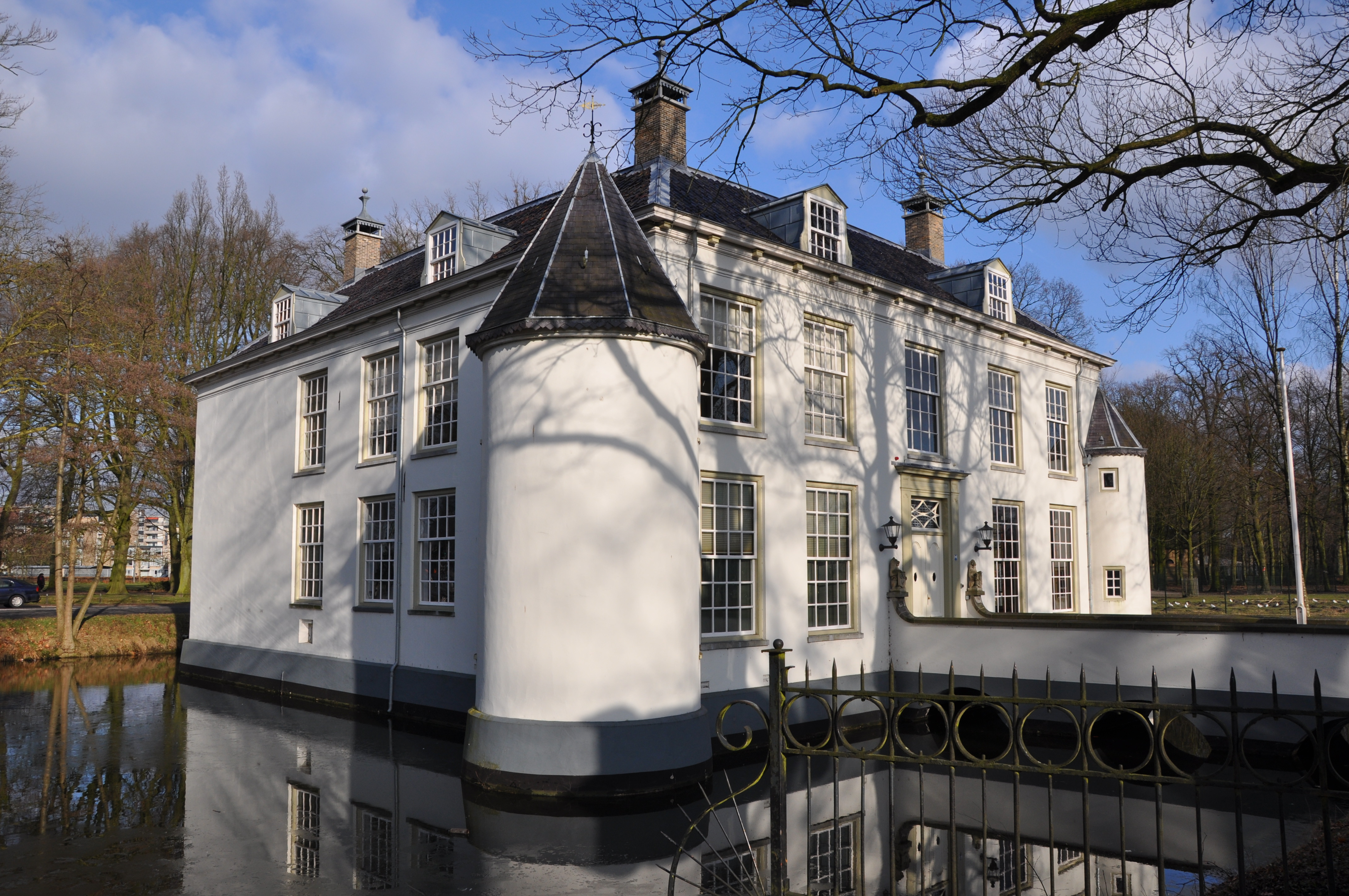
Slojte Limburg